# Драган Данев
Драган Данев (на македонска литературна норма: Драган Данев) е учител и политик от Северна Македония.

## Биография
Роден е на 2 юли 1974 година в град Кочани, тогава в Социалистическа федеративна република Югославия, днес в Северна Македония. Завършва Природо-математически факултет и работи като преподавател по математика.
На 30 юни 2014 година замества станалия министър-председател Никола Груевски като депутат от ВМРО – Демократическа партия за македонско национално единство в Събранието на Република Македония.
В 2016 година отново е избран за депутат в Събранието. От 23 февруари 2018 година до 1 ноември 2018 година е координатор на парламентарната група на ВМРО-ДПМНЕ.